# Comuna de Koprzywnica
Koprzywnica (polaco: Gmina Koprzywnica) é uma gminy (comuna) na Polónia, na voivodia de Santa Cruz e no condado de Sandomierski. A sede do condado é a cidade de Koprzywnica.
De acordo com os censos de 2004, a comuna tem 7101 habitantes, com uma densidade 102,6 hab/km².

## Área
Estende-se por uma área de 69,19 km², incluindo:
- área agricola: 85%
- área florestal: 4%

## Demografia
Dados de 30 de Junho de 2004:
|                      | Total   | Total | Mulheres | Mulheres | Homens  | Homens |
| -------------------- | ------- | ----- | -------- | -------- | ------- | ------ |
|                      | pessoas | %     | pessoas  | %        | pessoas | %      |
| População            | 7101    | 100   | 3628     | 51,1     | 3473    | 48,9   |
| Densidade (pop./km²) | 102,6   | 100   | 52,4     | 52,4     | 50,2    | 50,2   |

De acordo com dados de 2005, o rendimento médio per capita ascendia a 1685,02 zł.

## Comunas vizinhas
- Klimontów, Łoniów, Samborzec, Tarnobrzeg